# Enzenbach (Valepp)
Der Enzenbach ist ein Fließgewässer an der Grenze zwischen Bayern und Tirol. Er entsteht als Kreuzberggraben an den Nordhängen des Kreuzbergs im Mangfallgebirge, fließt in weitgehend westwärtiger Richtung, bis er sich mit der Valepp vereinigt, die ab dem Zusammenfluss Grundache genannt wird.

## Galerie

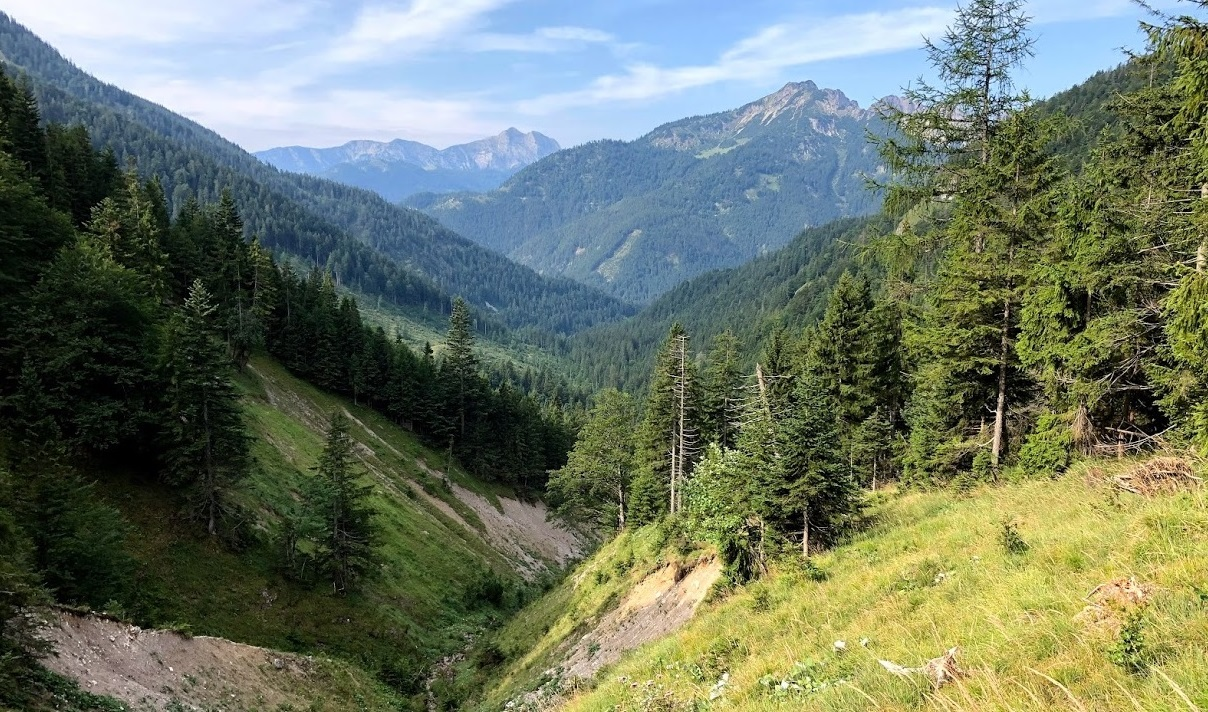
Kreuzberggraben auf ca. 1100 m Höhe